# Cheryl Hines
Cheryl Hines (ur. 21 września 1965 w Miami Beach) – amerykańska aktorka.

## Filmografia
- Cheap Curry and Calculus (1996) jako Sheila
- Larry David: Curb Your Enthusiasm (1999) jako Cheryl David
- Pohamuj entuzjazm (Curb Your Enthusiasm, 2000) jako Cheryl David
- Hoży doktorzy (Scrubs, 2001) jako Paige Cox (gościnnie)
- Posterunek w Reno (Reno 911!, 2003) jako kobieta z przyczepy (gościnnie)
- Na dwa fronty (Double Bill, 2003) jako Rose Goodman
- Nie bój się lwa (Father of the Pride, 2004) jako Kate (głos)
- Nadchodzi Polly (Along Came Polly, 2004) jako szefowa cateringu
- Garbi − Super bryka (Herbie: Fully Loaded, 2005) jako Sally
- Ciasteczko (Cake, 2005) jako Roxanne
- Nasza własna gwiazda (Our Very Own, 2005) jako Sally Crowder
- Trzymaj ze Steinami (Keeping Up with the Steins, 2006) jako Casey Nudleman
- RV: Szalone wakacje na kółkach (RV, 2006) jako Jamie Munro
- Kelnerka (Waitress, 2007) jako Becky
- The Grand (2007) jako Lainie Schwartzman
- Bart Got a Room (2008) jako Beth Stein
- Henry Poole powrócił (Henry Poole Is Here, 2008) jako Meg
- The Legend of Secret Pass (2008) jako Nitika (głos)
- Prawo ciążenia (Labor Pains, 2009) jako Lisa DePardo
- Hannah Montana (2009) jako Catherine York (gościnnie)
- Brzydka prawda (The Ugly Truth, 2009) jako Georgia
- Wróżkowie chrzestni: Dorośnij Timmy! (2011) jako Wanda Fairywinkle (live-action)